# Drepanoderes
Drepanoderes är ett släkte av skalbaggar. Drepanoderes ingår i familjen vivlar.
Kladogram enligt Catalogue of Life:
| Drepanoderes | \| \| Drepanoderes fuscus \| \| \| \| \| \| Drepanoderes leucofasciatus \| \| \| \| \| \| Drepanoderes viridifasciatus \| \| \| \| |
|              | \| \| Drepanoderes fuscus \| \| \| \| \| \| Drepanoderes leucofasciatus \| \| \| \| \| \| Drepanoderes viridifasciatus \| \| \| \| |
|              | Drepanoderes fuscus |
|              | |
|              | Drepanoderes leucofasciatus |
|              | |
|              | Drepanoderes viridifasciatus |
|              | |